# Ruralisierung
Unter Ruralisierung (von lateinisch: ruralis, „ländlich“, „rural“) versteht man die (historisch relativ seltene) Umkehrung von Prozessen der Urbanisierung (Verstädterung) im Sinne der Verländlichung oder Verdörflichung der Städte. Dieser Prozess kann ganze Gesellschaften erfassen, so etwa große Teile des Römischen Reichs und seiner Nachfolgestaaten vom 4. bis zum 8. Jahrhundert.  Vorbereitet hatte sich dieser Prozess schon seit dem 3. Jahrhundert, als die Reichen begannen, den Städten zu entfliehen. Die Ruralisierung kann bis zum Zusammenbruch der urbanen Zivilisation und Kultur führen und ist begleitet von einer tiefgreifenden Veränderung wirtschaftlicher Strukturen im Sinne der Rücknahme des Grades der gesellschaftlichen Arbeitsteilung, der Ersetzung funktionierender Märkte durch Subsistenzwirtschaft und des Funktionsverlustes der Städte als (Fern-)Handelsplätze. Mit dem Abbau urbaner Kultur verfallen auch zentrale Institutionen und Machtstrukturen staatlicher Organisation und Herrschaft. 

## Ursachen
Ausgelöst werden Ruralisierungsprozesse durch den Niedergang der Arbeitsproduktivität in der Landwirtschaft und Hungersnöte, durch Kriege und Kriegsfolgen wie z. B. die Zerstörung der Städte und Verkehrswege, durch Zuwanderung von Bauernvölkern wie zu Zeiten der Völkerwanderung, aber auch durch eine rasche Industrialisierung, in deren Folge massenhaft zuwandernde Arbeitskräfte ihre ländlichen Verhaltensweisen in die Stadt mitbringen, was heute in Entwicklungs- und Schwellenländern oft der Fall ist.

## Besondere Formen

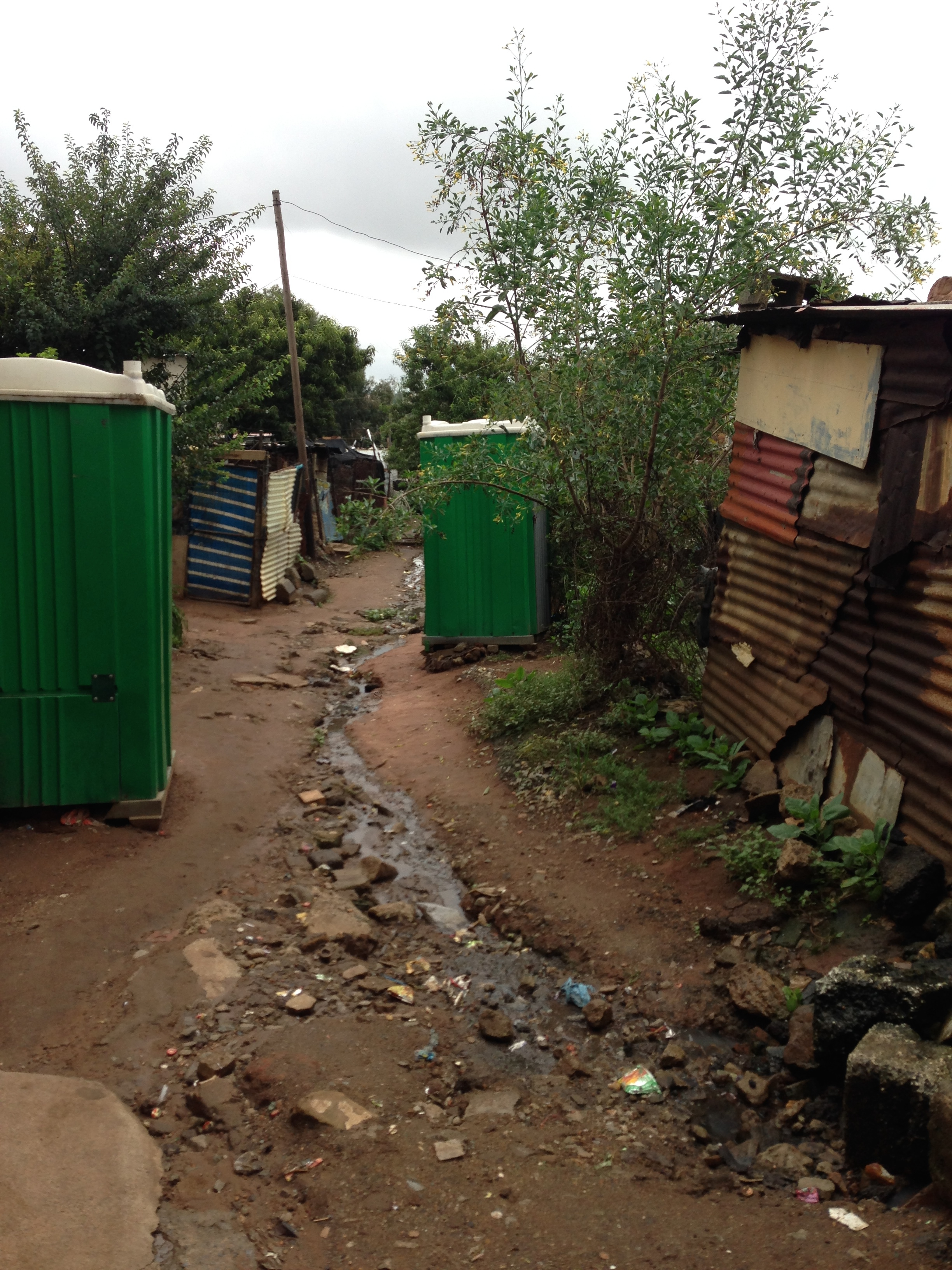
Ruralisierung: Soweto

Insbesondere letzterer Prozess der Zuwanderung in weitgehend unzerstörte und funktionsfähige Städte wird in der Soziologie als intraurbane Ruralisierung bezeichnet. Gemeint ist das Vordringen ländlicher Wirtschafts-, Siedlungs- und Wohnweisen (Schrebergarten, Tierhaltung in der Stadt usw.) sowie die Ausbreitung ländlicher Verhaltensformen und Formen der Sozialorganisation in den Städten. Dabei impliziert die Verwendung des Begriffs oft eine negative Wertung vor dem Hintergrund der normativen (und eurozentrischen) Vorstellung einer klaren Trennung von Stadt und Land. Derselbe Sachverhalt wird aber auch als Überlebensstrategie von Migranten oder als Reaktion auf die overurbanisation angesehen.
Als Rurbanisierung (Kofferwort aus „rural“ und „urban“) werden Prozesse der „Vervorstädterung“ bezeichnet, bei denen sich Urbanisierung und Ruralisierung die Waage halten, so dass Ballungsräume nicht mehr auf ein Zentrum ausgerichtet sind, sondern in die Fläche wachsen. Viele sozial- und stadtreformerische Konzepte der Industrialisierungsperiode – z. B. die Gartenstadtbewegung – gingen von einem ähnlichen Leitbild des Bedeutungsverlustes der Kernstadt aus, das man gelegentlich als Periurbanisierung (so in Frankreich, der Schweiz und Belgien: périurbanisation), in Deutschland häufiger als Exurbanisierung – Urbanisierung mit Stärkung der Peripherie, deutlicher Funktionstrennung von Wohnen, Arbeiten, Einkaufen usw. und Wachstum der Einfamilienhauszonen ins Umland – bezeichnet. In den ehemaligen Kohleabbaugebieten von Schottland und Wales bezeichnet peri-urbanisation das Hineinwachsen von Arbeitersiedlungen in die Täler (z. B. im Tal von Rhondda), ohne dass sich große städtische Zentren herausgebildet hätten.